# Torre Credicorp Bank
La Torre Credicorp Bank, es un edificio de oficinas ubicado en la Calle 50, Panamá, al lado de la torre Global Bank.
Construido en el año 1997, fue el primer edificio inteligente de Panamá, y uno de los que más llamó la atención en ese entonces, por su fachada cristalizada, que no era común en edificios de la ciudad.

## Detalles del edificio
- Durante su construcción, se utilizaron materiales como hormigón, cristal y acero.
- Está cubierta en su totalidad por una fachada de vidrio verde y dorado.